# فرداني

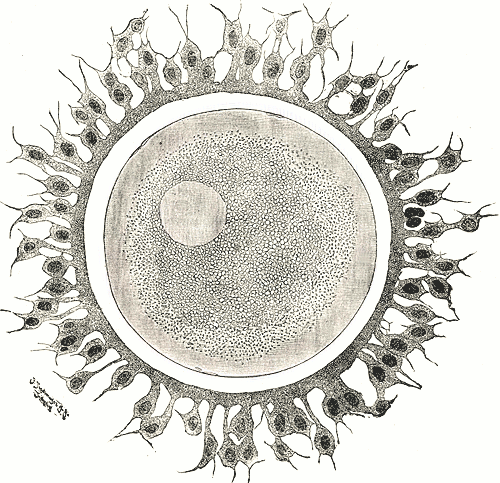

في علم الأحياء، تطلق صفة فرداني (بالإنجليزية: Haploid وكذلك monoploid)‏ على الخلية التي تمتلك نصف العدد المعتاد للكروموسومات. توجد الكائنات من حقيقيات النوى على شكل خلايا بصيغة صبغية هي الضعفانية، حيث تأتي مجموعة من الكروموسومات من كل من الأبوين، لكن بعد عملية الانقسام الاختزالي سيصبح عدد الكروموسومات في الأمشاج نصف العدد، وهي حالة الفرداني.
في الإنسان، العدد الضعفاني هو 46 (2×23)، أما العدد الفرداني في النطفة والبويضة فهو 23.
بعض أنواع الحيوانات توجد على شكل فرداني، مثل غشائيات الأجنحة (تضم النمل والنحل والزنبار). هذه الحالة الوراثية الخاصة تسمى فردانية ضعفانية.
توجد بعض النباتات والحيوانات على شكل متعدد الصيغة الصبغية (بالإنجليزية: polyploid)‏ حيث يوجد أكثر من زوجين من الكروموسومات، حيث يوجد أحد أنواع القمح على شكل 6 مجموعات من الكروموسومات.